# Herbertorossia excavata
Herbertorossia excavata är en nattsländeart som beskrevs av Douglas E. Kimmins 1962. Herbertorossia excavata ingår i släktet Herbertorossia och familjen ryssjenattsländor. Inga underarter finns listade i Catalogue of Life.